# 緑柱石の宝冠
「緑柱石の宝冠」（りょくちゅうせきのほうかん、The Adventure of the Beryl Coronet）は、イギリスの小説家、アーサー・コナン・ドイルによる短編小説。シャーロック・ホームズシリーズの一つで、56ある短編小説のうち11番目に発表された作品である。「ストランド・マガジン」1892年5月号初出。同年発行の短編集『シャーロック・ホームズの冒険』(The Adventures of Sherlock Holmes) に収録された。

## あらすじ
ある日、アレグザンダー・ホルダーと名乗る紳士が、ホームズのもとを訪れてきて事件の解決を依頼した。彼の話は次のような内容だった。
ロンドンで二番目に大きい銀行の頭取であるホルダーは、とある高貴な人物の訪問を受けた。その人物は、急に5万ポンドの現金が必要になったので、来週の月曜日まで金を借りたいと申し出た。ホルダーは了承し、金を融資する担保として、緑柱石で飾られた、英国で最も貴重といわれる宝冠を預かることになった。その大切な宝冠を肌身離さぬように注意し、銀行内の金庫も安全ではないので、帰宅するときには自宅へ持ち帰ることにした。自宅では馬丁は別棟で寝ているし、住み込みの女中たちは信頼できる。これらの人々を別にすれば、ホルダーの家族は一人息子のアーサーと、ホルダーの兄の娘でホルダーが養女にしたメアリーだけ。2人にはさりげなく宝冠のことを話しておいた。2人は宝冠を見たいと言ったが、それは断った。ホルダーは、隣室の書き物机の中に宝冠を入れて鍵をかけた。家の戸締りの確認も、自分自身で行った。
その夜の2時ころ、物音に気付いて目覚めたホルダーは、隣の部屋で足音がするのを聞いた。部屋に行ってみると、シャツとズボンだけの姿で靴も履いていないアーサーが立っていて、宝冠を手にしていた。アーサーは宝冠を曲げるか捩じるかのような動作をしていた。ホルダーは大声でアーサーを咎めた。ホルダーが宝冠を確認すると、緑柱石が3個、付いていた金具ごと折り取られていた。騒ぎを聞いてやってきたメアリーは、宝冠を見て気絶した。アーサーは5分だけ時間をくれれば解決できると叫んだ。ホルダーはアーサーが緑柱石を盗んだとして警察に通報し、アーサーは逮捕された。だが、家の内外で隠せそうな場所を捜索しても、緑柱石はどこにも無かった。
静かにホルダーの話を聞いていたホームズが、あなたのところへ来客は多いですか、と聞く。ホルダーは、共同経営者とその家族、アーサーの友人のサー・ジョージ・バンウエルくらいしか来ない、と答える。またホームズは、アーサーが宝冠を持っていたのは、それを直そうとしていたとは思いませんか、とも尋ねた。
そのあと、ホームズとワトスンはホルダー邸を訪れた。最初にホームズは、家のまわりや敷地内の小道などを丁寧に調べた。次に家の中に入り、メアリーからも話を聞いた。そして例の宝冠を手に取り、力を入れてみて、金具を折り取るとピストルを発射したほどの音がするはずなのに、近くで寝ているホルダーが気付かなかったのはおかしいと言う。全ての現地調査を終えたホームズは、明日の9時から10時のあいだに、ベイカー街の下宿に来るようホルダーに頼んだ。そしてホームズは、浮浪者に変装してサー・ジョージ・バンウエル邸に行った。そこから帰ると、身なりを整えて再びどこかへ出かけて行った。
次の日、約束どおりホルダーがやって来ると、彼はメアリーが書置きを残していなくなった、と嘆いて椅子に倒れ込んだ。その書置きには「私が別の行動をしていれば、こんな不幸は起きなかったはずです」と記してあった。ホームズは、それが最良の解決策かもしれないと言う。そしてホルダーに4千ポンドの小切手を書かせ、その代わりに机の中から3つの宝石が付いた金具を取り出した。それを見てホルダーは狂喜した。
浮浪者姿で出かけたホームズは、バンウエル邸の召使に会って、主人が顔に怪我したことを聞き出した。これでホルダーの庭にあった血の跡の説明がつく。昨夜バンウエルが履いていた靴も、庭に残されていた足跡と一致した。犯人を確信したホームズは、ベイカー街に戻って着替えたあと、逮捕されているアーサーに面会して事件の経緯を聞きただした。メアリーはバンウエルと交際していた。宝冠のことを聞いたメアリーは、その夜に訪れてきたバンウエルに話した。バンウエルはメアリーをそそのかして、宝冠を盗ませたのだ。放蕩でこしらえた借金のことで眠りつけずにいたアーサーは、廊下の足音に気づいて起き出した。するとメアリーが宝冠を持ち出して、窓から男に手渡している。立ち去る男の後を追って、アーサーは靴も履かずに飛び出した。宝冠を取り合っているうちに、アーサーは男を殴って怪我をさせ、バンという音がして宝冠を取り戻したので、部屋に戻って宝冠を確かめていたのだ。そのときホルダーが起きてきて、大声で咎めた。アーサーは、宝冠の金具が無くなっていたので、取り戻すために5分だけ時間をくれ、と言ったのだった。メアリーは、渡したはずの宝冠が戻ってきたのを見て気絶したのだろう。アーサーが宝冠を持っていた理由を話さなかったのは、家族であるメアリーを傷つけることになるからであった。
アーサーの話を聞いた後で、ホームズはサー・ジョージ・バンウエルを訪れた。最初のうちバンウエルは何もかも否定したが、証拠を突き付けて犯行を認めさせた。3千ポンドで緑柱石を買おうと持ち掛けると、6百ポンドで売ってしまったと答える。売った故買屋を聞き出したホームズは、そこでさんざん値切った末に、3千ポンドで緑柱石を買い戻したのであった。ホルダーに書かせた小切手は、この買取代金とホームズ自身が受け取るべき調査料を合計したものである。ホームズは、濡れ衣を着せ逮捕させたアーサーには十分に詫びるよう、ホルダーを諭した。そしてメアリーのことを心配するホルダーに、ホームズが言った。「彼女はバンウエルの行くところは、どこでもついて行くでしょう。でもじきに十二分な罰を受けることでしょう」。

## 宝冠を預けた人物
ホールダー氏にこの宝冠を預けた人物については、作中で「英国で最も身分の高く、最も高貴な人物の一人」「世界中に知れ渡っている名前」と言及されているが、具体的な名前についての記述はない。しかし、研究者の間では放蕩で知られる当時の英国皇太子すなわち後のエドワード7世であるとの説が有力である。
なお、エドワード7世は即位後の事件である「高名な依頼人」にも関わっているとされる。名前こそ明示されていないものの、作中の「高名な依頼人」がエドワード7世その人であることは、もはや常識となっている。